# Passo Jiayu

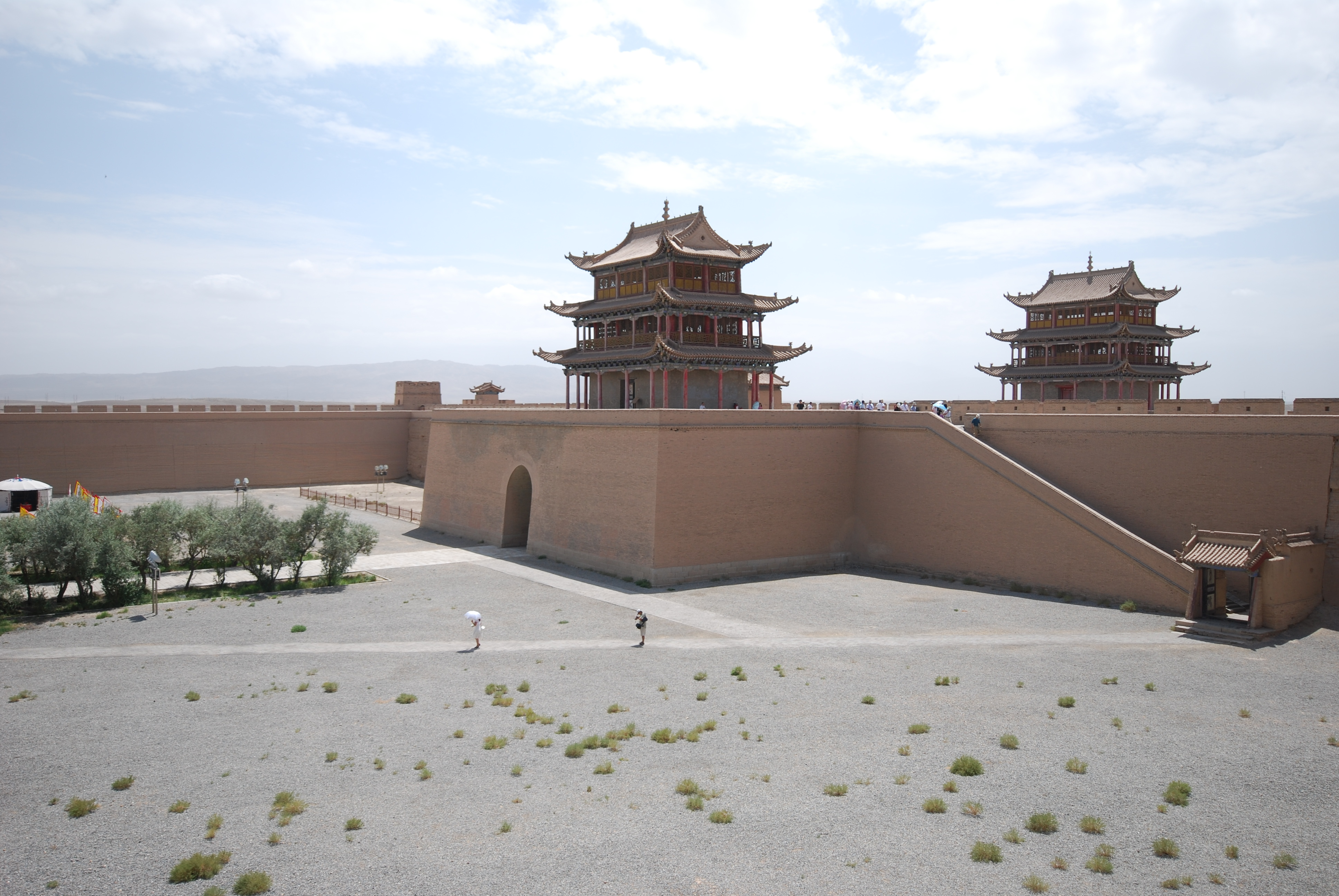
Torri di guardia presso il passo di Jiayu

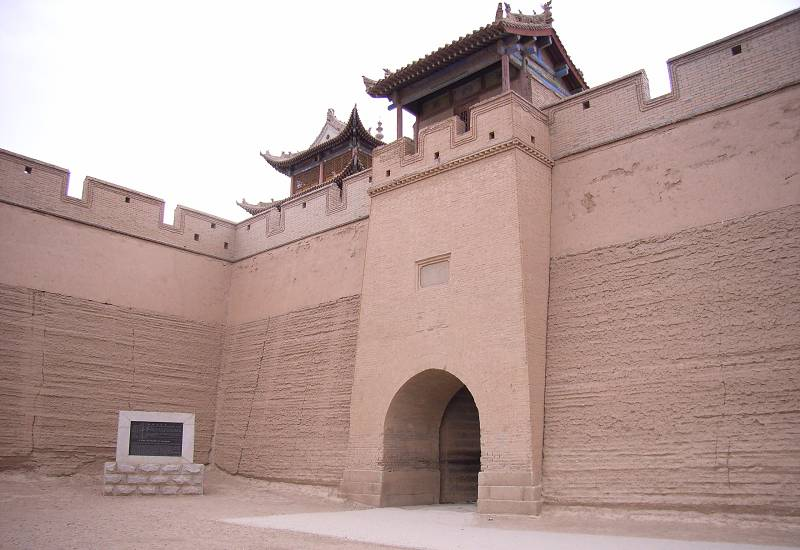
Mura parzialmente realizzate in pisé (il livello superiore è in mattoni di fango) presso Jiayuguan

Il passo di Jiayu o di Jiayuguan (in cinese semplificato: 嘉峪关; in cinese tradizionale: 嘉峪關; pinyin: Jiāyù Guān) è la prima fortezza di frontiera situata all'estremità occidentale della grande muraglia cinese, vicino alla città di Jiayuguan, nella provincia del Gansu. Al pari del passo Juyong e del passo Shanhai, è uno dei principali punti di presidio della grande muraglia. Nel periodo Ming, i mercanti e gli ambasciatori stranieri provenienti dall'Asia centrale e dall'Asia occidentale giungevano in Cina soprattutto attraverso il passo di Jiayu.